# 迈克尔·卡特
迈克尔·卡特（英語：Michael A. Carter，？—2004年9月21日）英国音频工程师。他曾2次提名奥斯卡最佳音响效果奖，并因007之黄金眼于1996年提名英国电影学院奖。1984年至2004年间，卡特曾参与制作过60多部电影。

## 部分影视作品
- 印度之旅 (1984)[3]
- 异形2 (1986)[4]
- 007之黄金眼 (1995)[2]